# أنسان
أنسان هي مدينة من مدن كوريا الجنوبية. يبلغ عدد سكانها 693546 نسمة وذلك حسب إحصائيات سنة 2016. يبلغ ارتفاع المدينة عن سطح البحر قرابة 139 متر. تبلغ مساحتها 149.39 كم². تقع أنسان على ساحل البحر الأصفر وتقع بعض الجزر ضمن اختصاصها. أكبرها وأشهرها هي جزيرة دايبو.

## أعلام
- كانغ سولجي
- كم هونغ دو